# Alfred Durand-Claye

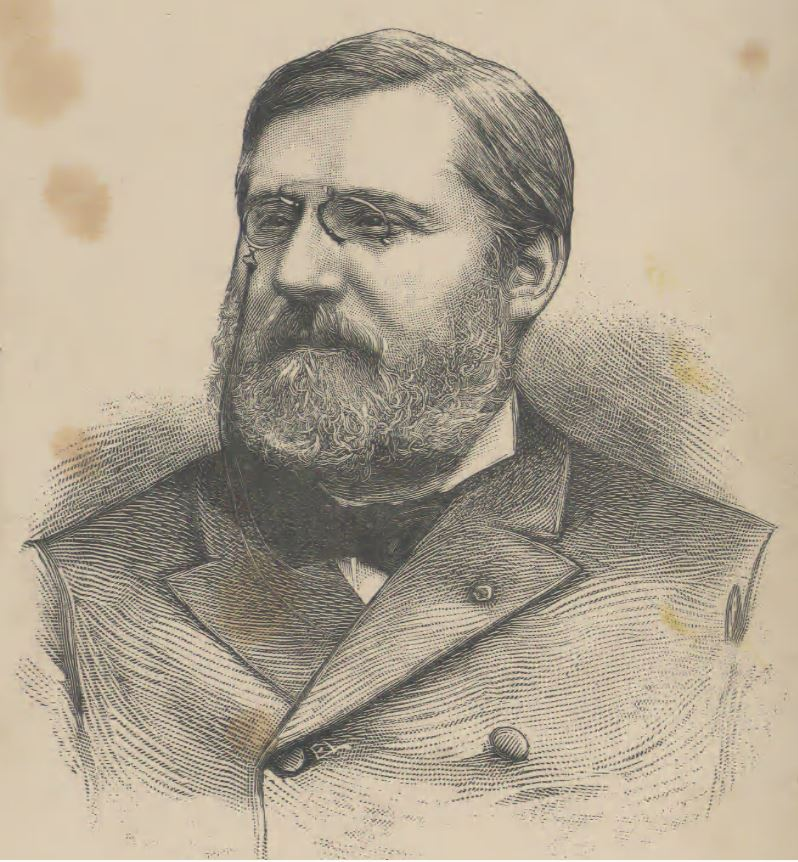
Alfred Durand-Claye

Alfred Durand-Claye (* 10. Juli 1841; † 30. April 1888  in Paris) war ein französischer Ingenieur.
Durand-Claye war maßgeblich an der Sanierung der Seine in der zweiten Hälfte des 19. Jahrhunderts beteiligt. Unter seiner Leitung begann Paris, das Abwasser auf sogenannte Rieselfelder zu lenken. Seine erste Rieselfeld-Anlage wurde 1869 in Gennevilliers in Betrieb genommen.
Nach Durand-Claye wurde eine Straße im 14. Pariser Arrondissement benannt. Außerdem steht ein Denkmal zu seinen Ehren in Gennevilliers.
| Personendaten    | Personendaten                    |
| ---------------- | -------------------------------- |
| NAME             | Durand-Claye, Alfred             |
| KURZBESCHREIBUNG | französischer Wasserbauingenieur |
| GEBURTSDATUM     | 10. Juli 1841                    |
| STERBEDATUM      | 30. April 1888                   |
| STERBEORT        | Paris                            |